# Trichopteryx grisearia
Trichopteryx grisearia là một loài bướm đêm trong họ Geometridae.